# Incisura lytteltonensis
Incisura lytteltonensis är en snäckart som först beskrevs av E.A. Smith 1894.  Incisura lytteltonensis ingår i släktet Incisura och familjen Scissurellidae. Inga underarter finns listade i Catalogue of Life.